# Malayotyphlops
Malayotyphlops — рід змій родини сліпунів (Typhlopidae). Представники цього роду мешкають в Південно-Східній Азії.

## Види
Рід Malayotyphlops нараховує 12 видів:
- Malayotyphlops andyi Wynn, Diesmos & R. Brown, 2016
- Malayotyphlops canlaonensis (Taylor, 1917)
- Malayotyphlops castanotus (Wynn & Leviton, 1993)
- Malayotyphlops collaris (Wynn & Leviton, 1993)
- Malayotyphlops denrorum Wynn, Diesmos & Brown, 2016
- Malayotyphlops hypogius (Savage, 1950)
- Malayotyphlops koekkoeki (Brongersma, 1934)
- Malayotyphlops kraalii (Doria, 1874)
- Malayotyphlops luzonensis (Taylor, 1919)
- Malayotyphlops manilae (Taylor, 1919)
- Malayotyphlops ruber (Boettger, 1897)
- Malayotyphlops ruficauda (Gray, 1845)